# Anton I. (Katholikos)

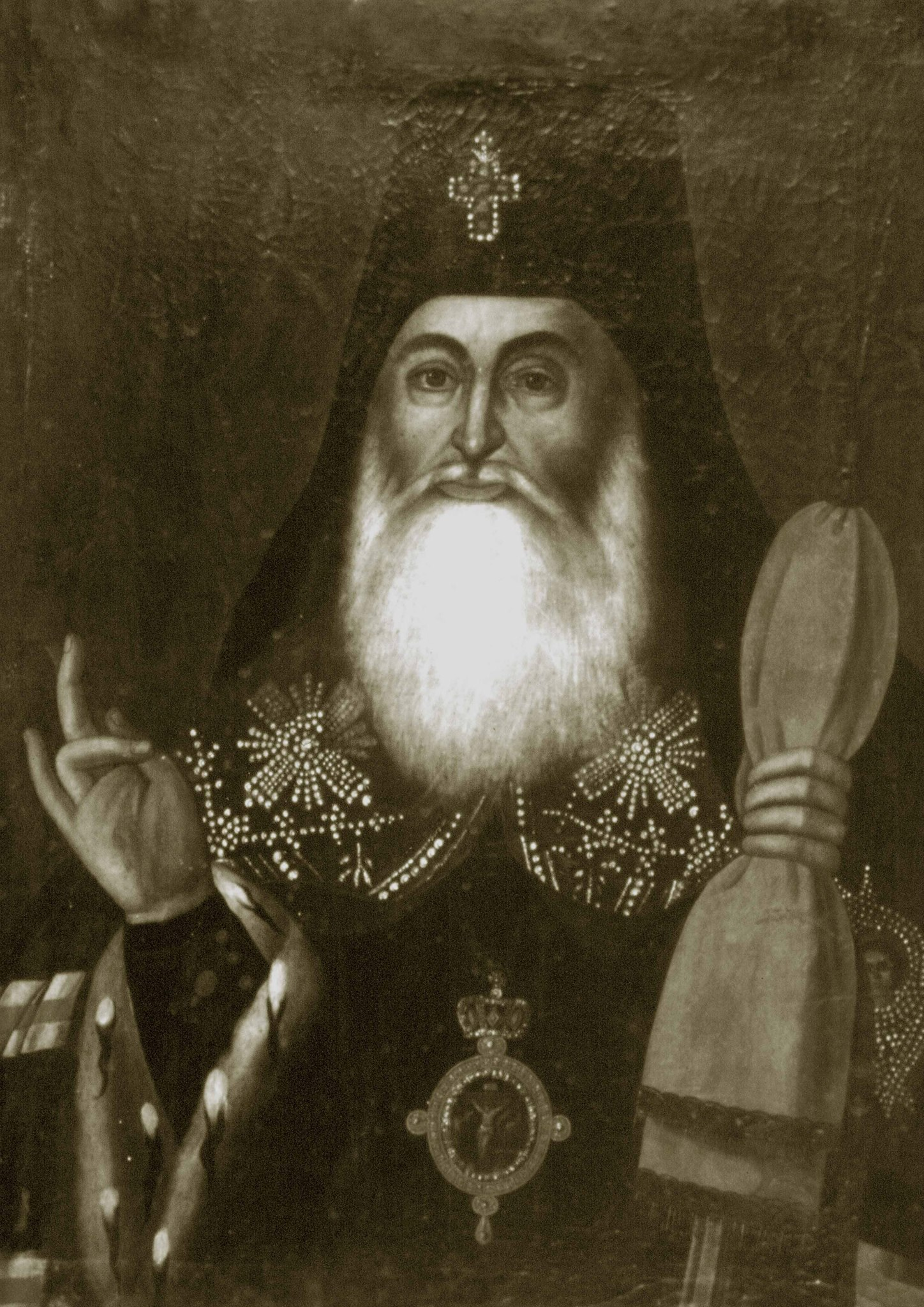
Anton I.

Anton I. (georgisch ანტონ I, * 1720; † 1788) war Theologe und Katholikos-Patriarch der Georgischen Orthodoxen Kirche.

## Leben
Nach einem Studium und Tätigkeit als Priester wurde er 1744 Katholikos-Patriarch von Gesamt-Georgien. 1755 verlor er sein Amt, da man ihm eine Neigung zum Katholizismus unterstellte. Darauf ging er nach Russland und wurde dort Erzbischof. Er amtierte als solcher zunächst in Vladimir, dann in Jaropol. Im Jahre 1764 wurde er auf Betreiben seines Cousins, König Heraklius II., wieder als georgischer Katholikos eingesetzt.
Er schrieb Werke über Theologie, Philosophie, Geschichte, Linguistik und Literatur, übersetzte auch Werke ins Georgische. Er gründete höhere Lehranstalten in Tiflis und Telawi. Er förderte den Druck biblischer und liturgischer Bücher sowie Handschriften. Er arbeitet eine orthographische Norm für das Georgische Alphabet aus. In der Liturgie gab er jerusalemische und byzantinisch-griechische Traditionen auf und näherte sich den russischen Gewohnheiten.